# Иглу
Иглуто е жилище с формата на купол, изградено от блокове сняг. Използва се от ескимосите.
Въпреки че е направено изцяло от лед и сняг, които са с температури малко под 0°C, иглуто е способно да предпазва добре обитателите си от външните условия – отвън температурите могат да спаднат до -45 °C, но вътре в иглуто е от -7 °C до 16 °C, затопляно само от телесната температура.
Най-голямото иглу  в света, според рекордите на Гинес е с диаметър 10,5 метра.